# Gottfried Deininger
Gottfried Deininger (* 11. September 1898 in Wörishofen; † 20. August 1968 in Augsburg) war ein deutscher Politiker (SPD).
Nach dem Besuch der Volks- und Berufsschule machte Deininger die Lehre zum Molker. 1916 wurde er als Soldat in den Ersten Weltkrieg eingezogen, dabei wurde er schwer verwundet, bis zu seiner Entlassung lag er in einem Lazarett. Bedingt durch seine schwere Verwundung musste er den Beruf wechseln und arbeitete von 1922 an als Kreissekretär des Reichsbundes der Kriegsbeschädigten und Hinterbliebenen für den Regierungsbezirk Schwaben, bis er von den Nationalsozialisten abgesetzt wurde. Von 1933 bis 1945 wurde er aus politischen Gründen viermal verhaftet, zuletzt geschah dies in Dachau. Nach dem Krieg wurde Deininger im Juni 1945 Leiter des Bezirksfürsorgeverbandes Augsburg-Land, wenig später Flüchtlingskommissar für die Stadt und den Landkreis Augsburg. 1947 wurde er schließlich Leiter der Abteilung für Flüchtlingswesen, Wohnraumbewirtschaftung und Lastenausgleich bei der Regierung von Schwaben. Von 1958 bis 1966 gehörte er dem Bayerischen Landtag als Abgeordneter an. 1962 wurde er dabei in einem Augsburger Stimmkreis direkt gewählt.